# بيتر بوتوملي
السير بيتر جيمس بوتوملي (بالإنجليزية: Peter James Bottomley؛ ولد في 30 يوليو 1944) هو سياسي بريطاني من الحزب المحافظ شغل عضوية مجلس العموم البريطاني بشكل متواصل من عام 1975 حتى عام 2024.
انتُخب لأول مرة في الانتخابات الفرعية عام 1975 عن دائرة وولويتش ويست، واستمر نائبًا عنها حتى إلغائها في الانتخابات العامة لعام 1983. مثّل بعدها دائرة إيلثام حتى عام 1997، ثم انتقل لتمثيل دائرة وورثينغ ويست ابتداءً من انتخابات 1997، حيث أُعيد انتخابه سبع مرات متتالية قبل أن يخسر مقعده أمام مرشحة حزب العمال بيكي كوبر في انتخابات 2024.

## المسيرة السياسية والمناصب الوزارية
خلال فترة خدمته الطويلة في البرلمان، شغل بوتوملي عدة مناصب وزارية ضمن حكومات المحافظين في الثمانينيات والتسعينيات. فقد عمل وزير دولة للنقل البحري في وزارة النقل بين 1985 و1986، ثم وزير دولة لشؤون الطرق والمواصلات حتى عام 1989.
كما تولّى منصب وزير دولة للعمل بين 1989 و1990، حيث كان مسؤولًا عن قضايا الصحة والسلامة المهنية، وتطوير التشريعات المتعلقة بحقوق العمال.
عرف بمواقفه المستقلة أحيانًا عن خط الحزب، وخاصة في قضايا الحقوق المدنية وحقوق الإنسان، وكان من الداعمين البارزين لقوانين السلامة على الطرق، بما في ذلك تشريعات إلزام حزام الأمان، وتشديد العقوبات على القيادة تحت تأثير الكحول.
كما كان ناشطًا في حملات حماية البيئة الساحلية في منطقته الانتخابية، وساهم في دعم مشروعات الحفاظ على الحياة البحرية في الساحل الجنوبي لإنجلترا.

## الأب الروحي لمجلس العموم
بعد الانتخابات العامة لعام 2019، أصبح بوتوملي أقدم نائب حالي في المجلس، مما منحه لقب أب مجلس العموم (Father of the House) خلال تلك الدورة البرلمانية. يُذكر أنه أول من شغل هذا اللقب ويتم إقصاؤه في الانتخابات بدلًا من التقاعد أو الوفاة أثناء شغل المنصب.

## الحياة الشخصية
يحمل بوتوملي لقب "سير" بعد منحه وسام الإمبراطورية البريطانية تقديرًا لخدماته في الحياة العامة والسياسية.